# Süd- und Mittelamerikanische Junioren-Beachhandballmeisterschaften
Die Süd- und Mittelamerikanische Junioren-Beachhandballmeisterschaft (spanisch Sur-Centro Juvenil de Beach Handball beziehungsweise spanisch Campeonato Juvenil de Balonmano de Playa) ist eine kontinentale Meisterschaft für Nachwuchs-Nationalmannschaften im Beachhandball in Süd- und Mittelamerika.
Veranstalter der Turniere ist die Süd- und mittelamerikanische Handballkonföderation (SCAHC beziehungsweise COSCABAL). Es setzt für den genannten Raum die 2016 eingeführten und nur zweimal ausgetragenen Pan-Amerikanischen Junioren-Beachhandballmeisterschaft fort, nachdem sich 2019 auf Betreiben der Internationalen Handballföderation (IHF) die Pan-American Team Handball Federation (PATHF) in die Süd- und mittelamerikanische Handballkonföderation sowie die Handballkonföderation Nordamerikas und der Karibik (NACHC beziehungsweise NORCA) teilte. Die Nachfolgeveranstaltung für Nordamerika und die Karibik ist die Nor.Ca. Beach Handball Youth Championship.
Die Süd- und Mittelamerikanischen Junioren-Beachhandballmeisterschaften dienen nicht nur zur Ermittlung der kontinentalen Nachwuchstitelträger, sondern auch für die kontinentalen Vertreter bei den Junioren-Weltmeisterschaften. Dementsprechend wurde die erste Veranstaltung im Vorlauf der zweiten Junioren-Weltmeisterschaften 2022 erstmals ausgetragen. Wie schon bei den Pan-Amerikanischen Junioren-Beachhandballmeisterschaften erreichten bei beiden Geschlechtern Argentinien und Brasilien die Finals und erneut gewann bei den Frauen Argentinien, bei den Männern Brasilien.

## Mädchen
| 2022 Details | Buenos Aires, Argentinien | U 18 | Argentinien | 2:1 | Brasilien | Uruguay | 2:0 | Paraguay |

### Platzierungen der weiblichen Nationalmannschaften
| Nation         | 2017 |
| -------------- | ---- |
| Argentinien    | 01   |
| Brasilien      | 02   |
| Chile          | 05   |
| Paraguay       | 04   |
| Uruguay        | 03   |
| Teilnehmerzahl | 5    |

| Legende | Legende | Legende | Legende                                             |
| ------- | ------- | ------- | --------------------------------------------------- |
| 1       | 2       | 3       | Podest-Platzierungen                                |
| 4       | 4       | 4       | Halbfinalist                                        |
| 5 bis 8 | 5 bis 8 | 5 bis 8 | Viertelfinalisten                                   |
| T       | T       | T       | teilgenommen, aber keine Platzierungsspiele         |
| X       | X       | X       | Mannschaft zunächst gemeldet, aber nicht angetreten |

## Jungen
| 2022 Details | Buenos Aires, Argentinien | U 18 | Brasilien | 2:0 | Argentinien | Uruguay | 2:1 | Paraguay |

### Platzierungen der männlichen Nationalmannschaften
| Nation         | 2017 |
| -------------- | ---- |
| Argentinien    | 02   |
| Brasilien      | 01   |
| Paraguay       | 04   |
| Uruguay        | 03   |
| Teilnehmerzahl | 4    |

| Legende | Legende | Legende | Legende                                             |
| ------- | ------- | ------- | --------------------------------------------------- |
| 1       | 2       | 3       | Podest-Platzierungen                                |
| 4       | 4       | 4       | Halbfinalist                                        |
| 5 bis 8 | 5 bis 8 | 5 bis 8 | Viertelfinalisten                                   |
| T       | T       | T       | teilgenommen, aber keine Platzierungsspiele         |
| X       | X       | X       | Mannschaft zunächst gemeldet, aber nicht angetreten |